# Trichaphodioides manifestus
Trichaphodioides manifestus är en skalbaggsart som beskrevs av Schmidt 1911. Trichaphodioides manifestus ingår i släktet Trichaphodioides och familjen Aphodiidae. Inga underarter finns listade i Catalogue of Life.